# House of Assembly of Eswatini
Das House of Assembly of Eswatini ist das Unterhaus im Zweikammersystem des Parlaments von Eswatini. Das Unterhaus kann Gesetze beraten und beschließen. Der Versammlungsort befindet sich in Lobamba.

## Verfassung
Maximal 76 Mitglieder sind nach Section 95 (1) der Verfassung von Eswatini, welche auch nach der Namensänderung zu Eswatini weiterhin gilt, zugelassen. Davon sind seit 2013 55 Vertreter ihrer Wahlkreise, der Tinkhundla. In den Untereinheiten der Tinkhundla, den Chiefdoms, stellen sich in einer ersten Runde Kandidaten zur Wahl, ohne mit einer Partei assoziiert zu werden. Der Kandidat mit der höchsten Stimmenzahl geht in eine zweite Runde, wo der Kandidat mit der höchsten Stimmenzahl der Tinkhundla deren Wahlkreisabgeordneter wird. Zehn weitere Abgeordnete werden vom König ernannt. Im House of Assembly hat außerdem der Attorney General ein Mandat. Alle fünf Jahre werden Senat und House of Assembly neu gewählt bzw. ernannt. Nach den Wahlen vom August/September 2013 fand die nächste Wahl im August/September 2018 statt. 15 tinkhundla gibt es im Distrikt Hhohho, 11 in Lubombo, 19 in Manzini und 16 in Shiselweni. Der König ernennt weitere 10 Mitglieder, von denen mindestens die Hälfte Frauen sein müssen. Das 66. Mitglied ist der Speaker of the House, der von der Versammlung aber von außerhalb gewählt wird. Wenn der Anteil der Frauen unter 30 % fällt, können vier weitere Frauen aus den administrativen Regionen zugewählt werden.
Jedes Mitglied muss ein Bürger von Eswatini sein, mindestens 18 Jahre alt, registrierter Wähler und keine Steuerschulden haben (paid all taxes or made arrangements satisfactory to the Commissioner of Taxes).
Das House of Assembly wählt zehn der 30 Mitglieder des Oberhauses, des Senate of Eswatini, der König ernennt die restlichen.
Ab 1973 waren politische Parteien verboten, seit 2005 ist ihr Status unklar. Es existieren mehrere oppositionelle Gruppen, zum Beispiel die People’s United Democratic Movement (PUDEMO, deutsch etwa „Vereinigte Demokratische Volksbewegung“), die ein Mehrparteiensystem anstrebt, der Ngwane National Liberatory Congress (NNLC, etwa „Nationaler Befreiungskongress von Ngwane“) und die Communist Party of Swaziland („Kommunistische Partei Swasilands“). Seit 2005 gilt eine neue Verfassung, die die absoluten Rechte des Königs bestätigt und weiterhin keine Parteien bei Wahlen zulässt.

## Wahlen
Die Kandidaten werden zuerst auf der Ebene der tinkhundla nominiert. Aus den drei bestnominierten wird der Sieger durch Geheime Wahlen in einem Mehrheitswahlsystem (first-past-the-post system of voting) ermittelt.
Wahlbeobachterteams des Commonwealth of Nations waren bei den Wahlen 2003, 2008 und 2013 präsent.
2018 nahmen mehrere internationale Delegationen als Wahlbeobachter teil, darunter eine Delegation der Afrikanischen Union, die vom ehemaligen Präsidenten der Seychellen, James Alix Michel, angeführt wurde.